# گهواره چوبی
گهواره چوبی (به هندی: Chandan Ka Palna) فیلمی محصول سال ۱۹۶۷ و به کارگردانی اسماعیل ممون است. در این فیلم بازیگرانی همچون مینا کوماری، دورگا کوته، درمندرا، محمود علی، ممتاز و نظیر حسین ایفای نقش کرده‌اند.